# Flash Elorde
Gabriel Elorde, dit Flash Elorde est un boxeur philippin né le 25 mars 1935 à Bogo et mort le 1er février 1985.

## Carrière
Il devient champion du monde des poids super-plumes WBA & WBC le 16 mars 1960 en battant Harold Gomes par KO à la 7e reprise à l'Araneta Coliseum de Quezon City. Elorde défend 9 fois ses ceintures les 7 années suivantes et n'est détrôné que le 15 juin 1967 par le japonais Yoshiaki Numata.
Parallèlement à sa carrière en super-plumes, Elorde remporte la ceinture de champion d'Asie OPBF des poids légers en 1957, de 1958 à 1962 et entre 1965 et 1966.

## Distinction
- Flash Elorde est membre de l'International Boxing Hall of Fame depuis 1993[1].